# Alimmainen Kalliojärvi
Alimmainen Kalliojärvi eller Kalliojärvi är en sjö i Finland. Den ligger vid Ylimmäinen Kalliojärvi i kommunen Karleby i landskapet Mellersta Österbotten, i den centrala delen av landet, 400 km norr om huvudstaden Helsingfors. Alimmainen Kalliojärvi ligger 142 meter över havet. Arean är 11,1 hektar och strandlinjen är 1,71 kilometer lång. Sjön  ingår i Lesti å huvudavrinningsområde.   I omgivningarna runt Alimmainen Kalliojärvi växer i huvudsak blandskog.